# Adolf Flockemann

Adolf Flockemann als Student in Göttingen im Jahr 1889

Adolf Heinrich Friedrich Flockemann (* 20. Juni 1870 in Hannover; † 1955 in Klapmuts bei Kapstadt in Südafrika) war ein deutscher Arzt und Konsul in Südafrika.

## Leben und Wirken
Adolf Flockemann wurde 1870 in Hannover als Sohn eines Hof-Schuhmachers geboren. Nach dem Besuch eines dortigen Gymnasiums ging er 1889 zum Studium der Medizin nach Göttingen und München. In Göttingen wurde er 1889 Mitglied der Verbindung und späteren Burschenschaft Holzminda. 1892 ging er zur Ableistung seines Militärdienstes nach Jena und wurde dort Mitglied der Verbindung Salia. 1894 beendete er mit Promotion und medizinischem Staatsexamen seine akademische Ausbildung und approbierte als Arzt. 1896 verließ er München Richtung Hamburg, um dort als Praktischer Arzt zu arbeiten. Ab 1898 war er am Eppendorfer Krankenhaus angestellt.
1900 ging er als Mitglied der zweiten deutschen (hamburgischen) Ambulanz der Vereine vom Roten Kreuz nach Südafrika, um dort im Zweiten Burenkrieg auf der Seite der Buren die Verwundeten in deutschen Krankenhäusern – in Kapland, Springfontein, Kroonstad und Pretoria – zu betreuen. Nach dem Krieg blieb er in Südafrika, wo er ab 1903 als Arzt arbeitete. Eine ihm 1901 angebotene Stelle als Leibarzt beim Kaiser von Korea lehnte Flockemann ab. Von 1909 bis 1914 wurde er zum kaiserlichen Konsul in Bloemfontein für den Amtsbezirk Oranje-Freistaat ernannt. Dort eröffnete er unter anderem auch eine Privatklinik und betrieb nebenbei als Apotheker die Oranje Apotheek.
Nach Ausbruch des Ersten Weltkrieges kehrte er 1915 nach Deutschland zurück, wo er im Rang eines Oberarztes, später eines Stabsarztes beim Reserve-Lazarett in Hamburg-Eppendorf wirkte. Seit 1916 wurde er in Hamburg als Praktischer Arzt ansässig.
Mitte der 1920er Jahre siedelte er erneut nach Südafrika über und praktizierte als Arzt in Bloemfontein, wo er Mitte 1933 als deutscher Konsul erneut die Leitung des gerade wiedereröffneten Wahlkonsulats für den Bezirk Oranje-Freistaat und Basutoland übernahm. 1939 musste er aufgrund des Zweiten Weltkrieges dieses Amt aufgeben, er blieb jedoch in Südafrika, wo er 1955 auf der Farm Weltevreden in der Nähe von Kapstadt starb.

## Ehrungen und Auszeichnungen
- Rote-Kreuz-Medaille 3. Klasse mit der Spange Südafrika 1899/1900[6]

- Im Ersten Weltkrieg:
  - Eisernes Kreuz 2. Klasse
  - Hamburger Hanseatenkreuz

- Nach ihm wurde die Flockeman Street in Bloemfontein (Südafrika) benannt.

## Veröffentlichungen
- Über einen Fall von multiplen Fibromen der Haut ... Dissertation, München 1894.
- Pseudospastische Parese mit Tremor bei einem Fall von schwerer Hysterie beim Manne. Hamburg 1899.
- Kriegserfahrungen der zweiten deutschen (hamburgischen) Ambulanz der Vereine vom Rothen Kreuz aus dem südafrikanischen Kriege. Leipzig 1901. (als Mitverfasser)